# Conca del Tarim
La conca del Tarim és una regió natural de la Xina en la regió autònoma de Xinjiang, formada pel riu Tarim i la seva àrea. Part de la conca està dominada pel desert de Taklamakan. Està habitada pels uigurs i altres pobles i per xinesos que hi han emigrat als darrers anys. Al sud, és separada de l'altiplà del Tibet per la serralada Kunlun.
En aquesta conca, hi va haver fins a 36 regnes que es van disputar la Xina i els pobles nòmades com el xiongnu i els juanjuan. A partir del segle i aC, fou generalment protectorat xinès i formava part de la ruta de la seda.

## Geologia
La conca del Tarim són les restes d'un antic microcontinent que s'amalgamava amb creixement del continent euroasiàtic durant el Carbonífer i el Permià. En l'actualitat, la deformació al voltant dels marges de la conca està resultant en el fet que l'escorça microcontinental s'està afonant sota el Tian Shan pel nord, i el Kunlun Shan pel sud.